# 邯郸东站
邯郸东站位于中华人民共和国河北省邯郸市丛台区兼庄乡西军师堡村，是京广高速铁路的一个车站，于2012年12月26日开通。

## 简介
邯郸东站位于邯郸经济开发区东侧，设7条到发线和3个站台，2016年1月10日前是京广高铁在河北省除石家庄外唯一具备始发车的车站。
东站站房总投资2.5亿元，总建筑面积1.6万平米。站前广场总投资5.1亿元，占地108亩，设地下一层，建筑面积5.9万平米。地面为公交、广场和绿化用地，地下为公众车辆与出租车停车库。